# Objektfiler
En objektfil är maskinkod tillsammans med meta-information om symboler och referenser. Filen blir körbar när den länkas ihop med andra bibliotek, med mera.